# Gutauskas
Gutauskas ist ein litauischer männlicher Familienname.

## Weibliche Formen
- Gutauskaitė (ledig)
- Gutauskienė (verheiratet)

## Personen
- Andrew Gutauskas (* um 1985), US-amerikanischer Jazzmusiker und Multiinstrumentalist
- Aurelijus Gutauskas (* 1972), Strafrechtler und Kriminologe, Professor, Richter
- Matas Vytautas Gutauskas (*  1937), Ingenieur und Werkstoffwissenschaftler, Professor